# Arachnophaga picea
Arachnophaga picea is een vliesvleugelig insect uit de familie Eupelmidae. De wetenschappelijke naam is voor het eerst geldig gepubliceerd in 1892 door Riley als Eupelmus piceus. William Harris Ashmead wees in 1896 de soort aan als de typesoort van het nieuwe geslacht Arachnophaga.